# Morten Østergaard

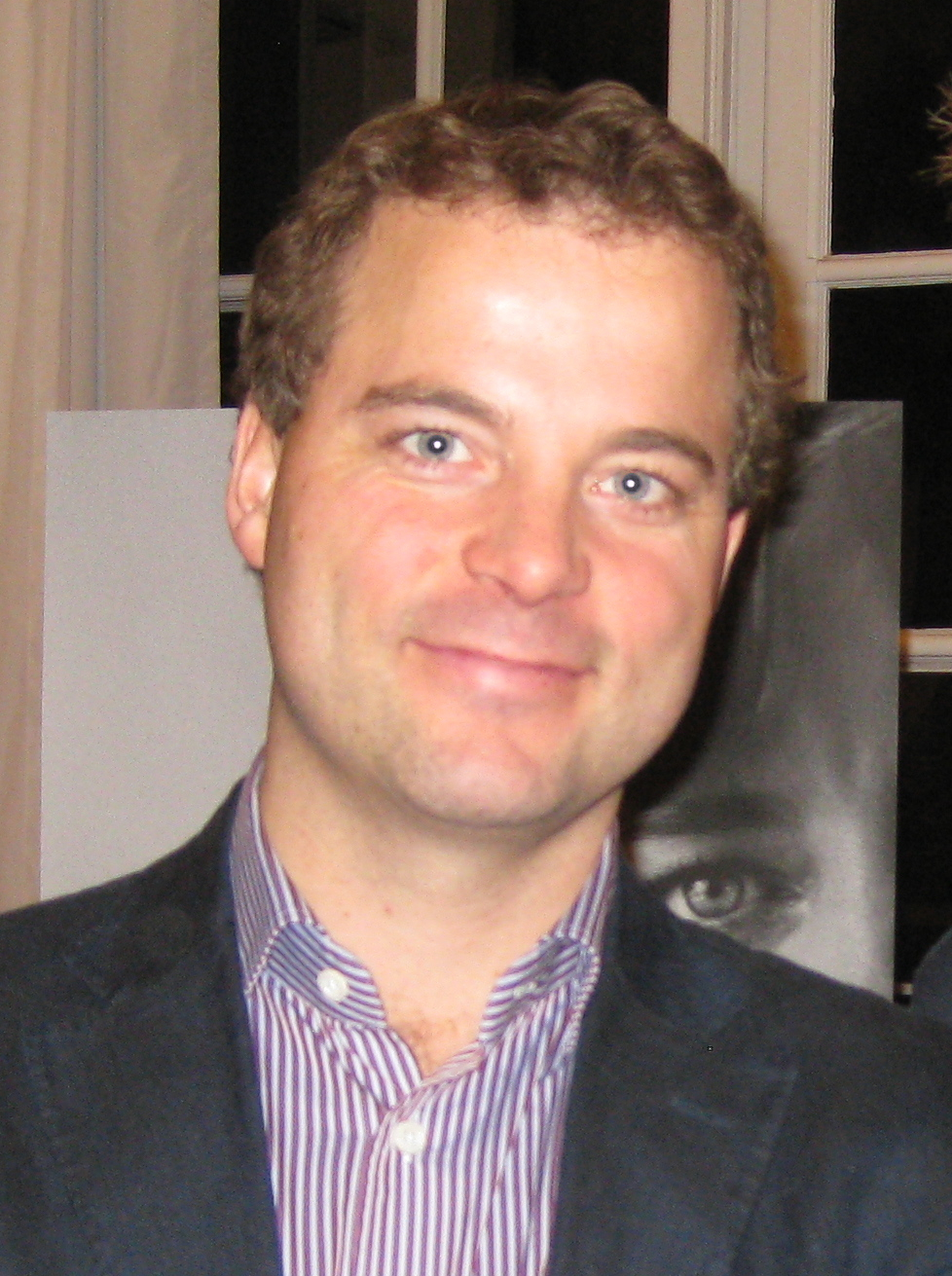
Morten Østergaard (2011)

Morten Østergaard (* 17. Juni 1976 in Aarhus) ist ein dänischer Politiker von Det Radikale Venstre (RV).

## Leben
Der Sohn eines Kardiologen und einer Lektorin studierte nach dem Besuch der Jellebakkeskolen, der Conval High School sowie des Risskov Amtsgymnasium von 1997 bis 2006 Staatswissenschaften an der Universität Aarhus. Daneben nahm er 2001 eine Tätigkeit als Marketing-Direktor beim Verlag Dafolo A/S in Aarhus auf und war dort bis 2005 beschäftigt.
Østergaard trat mehrfach als Kandidat der RV für das Folketing an. Zwischen 2002 und 2005 war er Vizeparteivorsitzender.
Bei der Folketingswahl 2005 wurde er zum Abgeordneten in das Folketing gewählt und vertrat dort bis November 2007 den Wahlkreis Århus Amtskreds. Während dieser Zeit wurde er 2006 Mitglied des Vorstands und 2007 Vizevorsitzender der RV-Fraktion im Folketing. Bei der Folketingswahl 2007 wurde er erneut gewählt und vertritt seither den Wahlkreis Østjyllands Storkreds.
Vom 3. Oktober 2011 bis zum 3. Februar 2014 war er Forschungsminister im Kabinett Thorning-Schmidt I sowie vom 3. Februar bis zum 2. September 2014 Minister für Steuern und vom 2. September 2014 bis zum 28. Juni 2015 Minister für Wirtschaft und Inneres im Kabinett Thorning-Schmidt II.

## Sexuelles Fehlverhalten
Am 7. Oktober 2020 trat Morten Østergaard von seiner Rolle als Parteivorsitzender der Radikale Venstre zurück, nachdem enthüllt wurde, dass er 2011 die Parteikollegin Lotte Rod sexuell belästigt hatte (er hat ihr Bein betätschelt). Als Rod der Öffentlichkeit im Jahr 2020 erzählte, dass sie unerwünschten Ansätzen eines Parteimitglieds ausgesetzt war, versuchte Morten Østergaard zunächst zu verbergen, dass er es war und sprach vom Täter in der dritten Person, bis Rod ihn bei einem Gruppentreffen enttarnte. Die Radikale Venstre veröffentlichte daraufhin eine Erklärung, in der stand, dass Østergaard zuvor insgesamt drei Verweise aufgrund sexueller Belästigung erhalten hatte. Unmittelbar nach der Veröffentlichung der Erklärung entschied sich Østergaard, sich krankzumelden. Bisher sind insgesamt vier Frauen bekannt, die von Morten Østergaard sexuell belästigt worden sein sollen: eine Praktikantin, die Parteikolleginnen Katrine Robsøe und Lotte Rod sowie eine Sekretärin der Partei.
Bei der Sekretärin soll er ein besonders "stark grenzüberschreitendes Verhalten" an den Tag gelebt haben, so jedenfalls klärt die Parteikollegin Ida Auken die Öffentlichkeit auf. "Damals habe ich Sofie Carsten Nielsen ausdrücklich gebeten, gegen Morten Østergaard einzugreifen," schreibt sie, "die Antwort des damaligen Managements war, dass sie begonnen hatten, Morten Männer mitzuschicken, die auf ihn aufpassen und ihn ins Bett bringen, wenn er zu betrunken wird. Ich sagte, dass ich es nicht gut genug fand." Sofie Carsten Nielsen, die den Parteivorsitz übernahm, nachdem Morten Østergaard zurücktreten musste, behauptete anfangs nichts davon gewusst zu haben und widersprach somit Ida Auken. Nachdem mehrere männliche Parteikollegen Ida Auken unterstützten, gestand Sofie Carsten Nielsen, dass Ida Auken und sie tatsächlich diese Gespräch 2017 führten und rief zur innerparteilichen Krisensitzung zusammen.

## Veröffentlichungen
- Digital forkalkning. 2004.